# サンライズパブリケーション
サンライズパブリケーション株式会社は、日本の同人誌印刷所。大阪府大阪市北区に本社を置く。東京都豊島区に支店がある。キャッチコピーは「総合力No.1の同人誌印刷所」。

## 概要
同人誌印刷所としてはいち早くデジタル原稿への対応を済ませた。
工場は本社の1・2階にあるが、東京支店にはオンデマンド印刷機が設置されており、少部数の印刷に対応している。
東京国際展示場で大規模な同人誌即売会があるときには、会場外のコンコースや会場内の自動販売機などに自社の広告を展開している。